# کیه سون-هوی
کیه سون-هوی (کره‌ای: 계순희؛ زادهٔ ۲ اوت ۱۹۷۹) جودوکار سابق اهل کره شمالی است.
وی در مسابقات بین‌المللی در مجموع برنده ۸ مدال طلا، ۲ مدال نقره و ۳ مدال برنز شده‌است.